# David Ionovich Bronstein
David Ionovich Bronstein (Дави́д Ио́нович Бронште́йн; 19 tháng 2 năm 1924 – 5 tháng 12 năm 2006) là một Đại kiện tướng cờ vua người Liên Xô, kỳ thủ suýt giành danh hiệu Vô địch Thế giới trong Giải Vô địch Cờ vua Thế giới 1951. Bronstein là một trong những kỳ thủ mạnh nhất từ giữa thập niên 1940 đến giữa thập niên 1970, được đánh giá bởi những kỳ thủ mạnh cùng thời là một thiên tài và bậc thầy về chiến thuật. Bronstein cũng là một tác giả chuyên viết về cờ vua rất nổi tiếng. 

## Thời niên thiếu
David Bronstein sinh ra tại Bila Tserkva, Ukraina trong một gia đình Do Thái. Sinh ra trong một gia đình nghèo, cậu học cờ vua từ năm 6 tuổi từ ông. Sau này ở Kiev, cậu được huấn luyện bởi Kiện tướng quốc tế Alexander Konstantinopolsky. Cậu giành ngôi á quân ở Giải Vô địch Kiev khi mới 15 tuổi và đạt danh hiệu Kiện tướng Xô Viết năm 16 tuổi sau khi giành ngôi á quân tại Giải Vô địch Cờ vua Ukraina 1940, sau Isaac Boleslavsky, người sau này trở thành bạn thân với Bronstein. Sau này, Bronstein cưới con gái Boleslavsky là Tatiana năm 1984.
Sau khi tốt nghiệp cấp 3 vào mùa xuân năm 1941, ông dự đinh học toán học tại Trường Đại học Kiev. Tuy nhiên, dự định này đã không thành hiện thực vì Chiến tranh Thế giới II nổ ra ở Đông Âu vào những năm đầu của thập niên 1940. Ông bắt đầu thi đấu trong trận bán kết tại Giải Vô địch Cờ vua Liên Xô 1941, nhưng giải đấu này bị hủy bỏ vì chiến tranh. Ngay sau khi chiến tranh kết thúc, ông nhập học tại Học viện Bách khoa Leningrad – nơi ông học trong vòng 1 năm.
Không đạt tiêu chuẩn để tham gia nghĩa vụ quân sự, khi chiến tranh diễn ra, Bronstein làm rất nhiều nghề như xây dựng lại những tòa nhà bị hư hỏng sau chiến tranh, một số việc lao đông chân tay hay làm việc trong văn phòng. Trong suốt cuộc chiến tranh, cha của ông, Johonon Bronstein bị giam vài năm ở Gulag dù không có chứng cứ nào đáng kể chứng minh ông phạm tội. Có tin đồn rằng Bronstein có quan hệ với cựu thủ lĩnh Menshevik Xô Viết Leon Trotsky (tên thật là Bronstein). Điều này có thể giải thích việc bắt giam cha Bronstein.

## Đạt danh hiệu Đại kiện tướng
Bronstein đánh bại nhà vô địch Xô Viết Mikhail Botvinnik trong Giải Vô địch Cờ vua Liên Xô 1944 ngay trong lần đầu tiên tham dự một giải đấu mạnh. Bronstein chuyển đến Moscow khi Chiến tranh Thế giới II kết thúc. Ngay sau đó, người ta đã được chứng kiến một kỳ thủ trẻ đầy triển vọng, dẫn đầu trong làn sóng cờ vua Xô Viết mới. Anh đã thăng tiến một cách đáng kinh ngạc khi về thứ 3 tại Giải Vô địch Cờ vua Liên Xô 1945. Kết quả tuyệt vời này giúp anh có một vị trí trong đội tuyển Xô Viết. Anh giành chiến thắng cả hai trận ở bàn 10, giúp đội tuyển Xô Viết đánh bại đội tuyển Hoa Kỳ trong Trận đấu Cờ vua Hoa Kỳ - Liên Xô qua radio 1945. Anh cũng giành được một số thành công trong một vài trận đấu đồng đội, dần chứng tỏ được vị thế và đẳng cấp của mình trong nền cờ vua Liên Xô lúc bấy giờ. Bronstein đồng hạng nhất tại Giải Vô địch Cờ vua Liên Xô năm 1948 và 1949.

## Người thách đấu cho chức Vô địch Thế giới (1948–51)
Danh hiệu lớn đầu tiên của Bronstein là ở Saltsjöbaden Interzonal năm 1948. Ông được đặc cách tham dự giải đấu này khi được các liên đoàn cờ vua quốc tế chọn. Ông giành danh hiệu Đại kiện tướng năm 1950, khi FIDE bắt đầu chính thức hóa danh hiệu này. Chức vô địch Interzonal giúp ông có một suất tham dự Giải Candidates năm 1950 ở Budapest. Bronstein trở thành nhà vô địch giải Candidates sau chiến thắng trước Boleslavsky ở Moscow trong một trận đấu playoff (Cả hai đều đã đấu 12 trận đấu chính thức của giải tại Budapest nhưng không phân thắng bại, sau đó đấu 2 trận quyết định nhưng kết quả vẫn là hòa.)
Khoảng thời gian 1945-50 chứng kiến sự thăng tiến vượt bậc của Bronstein khi ông lọt vào trận đấu tranh chức Vô địch Thế giới với Botvinnik năm 1951.

## Trận đấu tranh chức Vô địch Thế giới 1951 với Botvinnik
Bronstein được công nhận là một trong những kỳ thủ vĩ đại nhất mà chưa từng Vô địch Thế giới, cùng với Paul Keres và Viktor Korchnoi. Ông tiến đến sát danh hiệu này vào năm 1951 khi giành quyền vào chơi trận chung kết với đương kim Vô địch Thế giới Mikhail Botvinnik và hòa với tỉ số 12-12. Mỗi người thắng 5 trận và hòa 14 trận.
Trong trận đấu gay cấn này, cả hai kỳ thủ đều chơi với rất nhiều biến khai cuộc, trừ trận đấu thứ 24. Bronstein quyết định không khai cuộc theo những gì mà ông ưa thích sử dụng trong một số giải đấu trước đó và thường xuyên chơi những biến ưa thích của Botvinnik. Chiến thuật này có vẻ khiến Botvinnik lúng túng, Botvinnik đã không thi đấu đỉnh cao kể từ khi vô địch năm 1948. Chất lượng của các ván đấu rất cao, cho dù Botvinnik sau này cho rằng ông đã chơi không thực sự tốt. Ông chỉ miễn cưỡng thừa nhận tài năng lớn của Bronstein. Bronstein cho rằng 4 trong số 5 trận thắng của ông là nhờ những đòn phối hợp tài tình, trước khi trận đấu bị hoãn. Ông dẫn trước Botvinnik 1 điểm khi chỉ còn 2 trận đấu nhưng lại thua trận đấu thứ 23 một cách đáng tiếc và hòa trận đấu thứ 24. Theo luật FIDE, danh hiệu sẽ vẫn được giữ nguyên cho Botvinnik và sau này, Bronstein không thể tiến sát như vậy thêm một lần nào nữa. Ông sau đó viết rằng mọi thứ sẽ tốt hơn khi ông không Vô địch Thế giới vì tính cách tự do, phóng khoáng của ông sẽ không phù hợp với các quan chức trong Liên đoàn Cờ vua Xô Viết.
Botvinnik viết rằng sai lầm của Bronstein là bởi ông quá coi thường các kỹ năng tàn cuộc và thiếu kỹ năng đánh giá các thế trận đơn giản. Botvinnik thắng tới 4 trận được đưa về tàn cuộc sau khi hoãn và chiến thắng thứ 5 đến từ một thế trận tàn cuộc mà Bronstein chịu thua từ nước 40. Các trận đấu được hoãn gồm 4/5 trận thắng của Botvinnik; Botvinnik không có một chút lợi thế nào hơn Bronstein khi các trận đấu được hoãn tại nước 40.
Có một vài thông tin cho rằng Bronstein đã bị các quan chức cấp cao của Liên Xô ép phải thua, để Botvinnik thắng nhưng có lẽ đó chỉ là một cái cớ. Tương tự với Giải Candidates tại Neuhausen và Zürich khi có người cho rằng các kỳ thủ Xô Viết không phải Nga là Keres và Bronstein chịu một áp lực để Vasily Smylov chiến thắng. Ngay cả Bronstein cũng thừa nhận một phần sự đúng đắn của các tin đồn trong các phát ngôn công khai và bài viết, rằng có các áp lực tâm lý được đặt lên Bronstein và Bronstein phải chịu thua các áp lực đó. Cha của Bronstein đôi khi xuất hiện một cách bí mật trong khu vực khán giả ở các trận đấu tranh Vô địch Thế giới năm 1951 (ông không được phép xuất hiện tại Moscow). Tuy nhiên,trong cuốn sách cuối cùng, xuất bản năm 2007 (sau khi Bronstein mất), Bronstein ám chỉ Smyslov được Liên đoàn Cờ vua Xô Viết ưu ái hơn tại Zurich 1953 và các kỳ thủ đại diện cho Xô Viết khác bị áp lực để Smyslov vô địch.

## Sau năm 1951
Bronstein thi đấu khắp Thụy Sĩ và đồng hạng 2-4 với Keres và Samuel Reshevsky. Kết quả này giúp ông có một suất thi đấu tại giải Gothenburg Interzonal 1955 – giải đấu mà ông vô địch khi bất bại. Ông cũng đồng hạng 3-7 sau Smyslov – vô địch và Keres – hạng 2 tại giải Candidates 1956.
Bronstein giành quyền tham dự Interzonal 1958 khi đứng thứ 3 tại Giải Vô địch Cờ vua Liên Xô, tổ chức tại Riga 1958. Tại Interzonal 1958 ở Portorož, Bronstein – được Bobby Fischer chọn là kỳ thủ ưa thích của mình trước giải, bỏ lỡ cơ hội đi tiếp tại Candidates chỉ với nửa điểm, thất bại trong trận đấu vòng cuối trược một kỳ thủ Philippines yếu hơn rất nhiều Rodolfo Tan Cardoso, khi trận đấu bị gián đoạn – mất điện sau một cơn bão, và ông đã không thể tập trung lại. Bronstein bỏ lỡ cơ hội thi đấu tại Zonal năm 1962. Sau đó tại giải Interzonal 1964 tổ chức ở Amsterdam, Bronstein giành số điểm rất tốt, nhưng chỉ có 3 kỳ thủ Xô Viết được đi tiếp, theo luật FIDE. Bronstein đứng sau 3 kỳ thủ đồng hương Smyslov, Mikhail Tal và Boris Spassky – đồng hạng nhất với Larsen và không thể đi tiếp. Giải Interzonal cuối cùng của ông là khi ông 49 tuổi – ông giành vị trí thứ 6 tại Interzonal Petropolis 1973.
Bronstein vô địch rất nhiều giải đấu, bao gồm Giải Vô địch Cờ vua Liên Xô năm 1948 (đồng hạng nhất với Alexander Kotov và 1949 (đồng hạng nhất với Smyslov). Ông cũng đồng hạng 2 tại giải vào năm 1957 và 1964–65. Ông đồng hạng nhất với Mark Taimanov tại Giải Vô địch Cờ vua Sinh viên Thế giới năm 1952 tại Liverpool. Bronstein cũng vô địch Giải Vô địch Cờ vua Moscow 6 lần, đại diện cho Liên Xô tại Olympiad Cờ vua vào các năm 1952, 1954, 1956 và 1958, đều giành huy chương cá nhân tại mỗi giải, chỉ thua 49 trận. Ông giành 4 huy chương vàng đồng đội tại Olympiad Cờ vua. Trong trận đấu trước đội tuyển Hoa Kỳ 1954 (tổ chức tại New York), Bronstein đè bẹp đối thủ với 4 trận thắng ở bàn 2.
Các chức vô địch giải đấu danh giá khác là ở Hastings 1953–54, Belgrade 1954, Gotha 1957, Moscow 1959, Szombathely 1966, Đông Berlin 1968, Dnepropetrovsk 1970, Sarajevo 1971, Sandomierz 1976, Iwonicz Zdrój 1976, Budapest 1977, và Jūrmala 1978.

## Những năm cuối đời và di sản
David Bronstein viết rất nhiều sách và bài báo về cờ vua. Ông có một chuyên mục cờ vua riêng trong tờ báo Xô Viết Izvestia trong nhiều năm. Ông có lẽ được biết đến nhiều nhất qua cuốn "Zurich International Chess Tournament 1953". Cuốn sách này bán rất chạy ở Liên Xô, qua nhiều lần được tái bản, được coi là một trong những cuốn sách cờ vua xuất sắc nhất từng được viết. Gần đây hơn, ông đồng tác giả với người bạn Tom Fuerstenberg để viết cuốn tự truyện "The Sorcerer's Apprentice" (1995). Cả hai đều mang lại những bước ngoặt lớn trong lịch sử xuất bản sách cờ vua. Bronstein tìm kiếm cách mở rộng các ý tưởng sau mỗi nước đi hơn là khiến người đọc bị chìm ngập trong những trang sách phân tích mỗi nước đi. Cái nhìn "lãng mạn" của Bronstein về cờ vua được thể hiện qua một khai cuộc rất hiếm gặp – Gambit Vua trong những trận đấu đỉnh cao. Những cống hiến tiên phong cả về lý thuyết và thực hành của ông (cùng với những người bạn Ukraina Boleslavsky và Efim Geller) đã biến Phòng thủ King's Indian từ một khai cuộc ít được tin dùng trở thành một hệ thống khai cuộc được ưa chuộng ngày nay. Điều này được thể hiện trong cuốn sách "Bronstein on the King's Indian" viết năm 1999. Bronstein chơi rất nhiều biến khai cuộc trong suốt sự nghiệp của ông, nhiều hơn bất cứ kỳ thủ đẳng cấp thế giới nào.

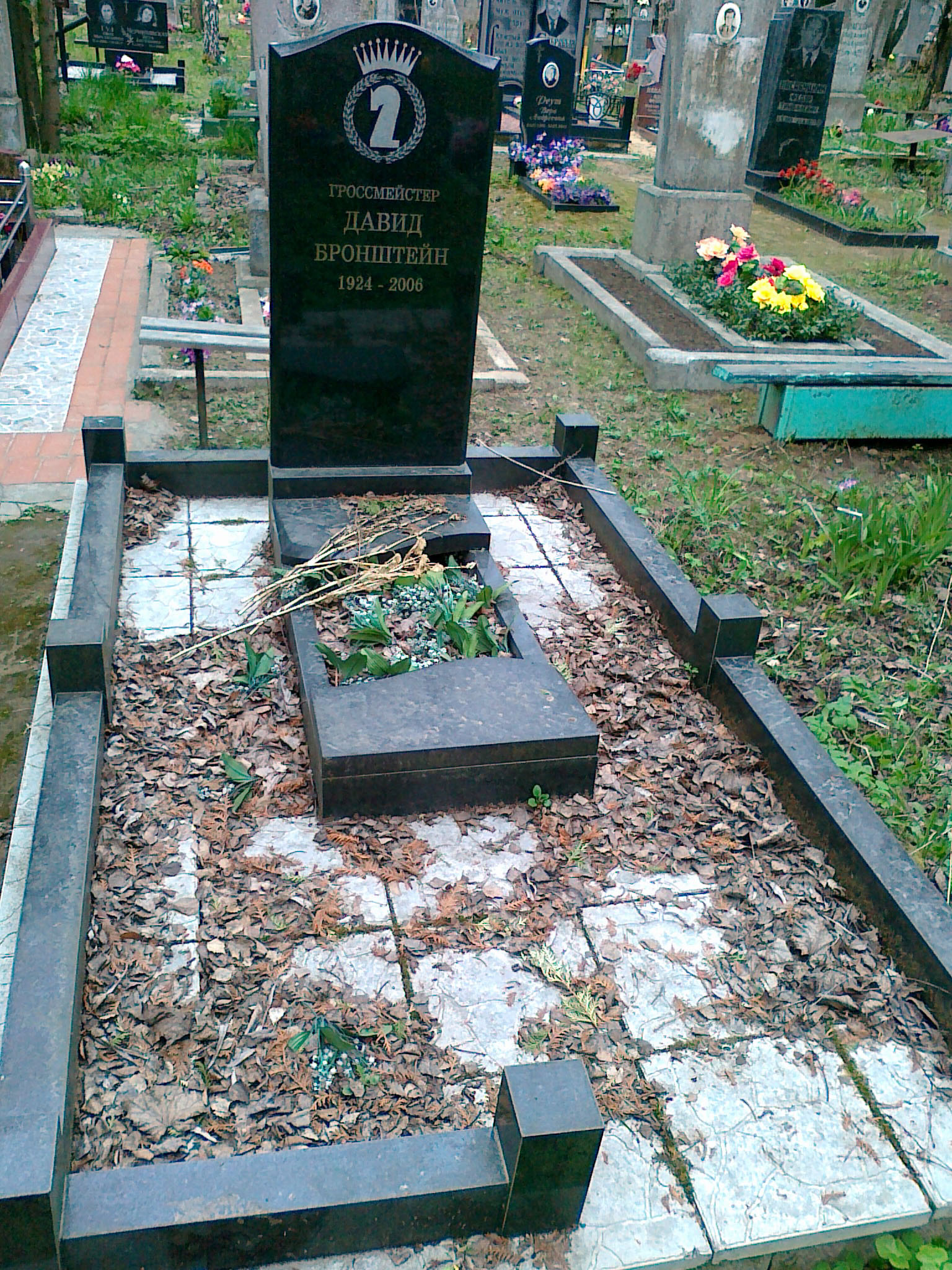
Mộ của Bronstein ở Minsk, Belarus

Hai biến khai cuộc được đặt tên ông. Trong Phòng thủ Caro-Kann, biến Bronstein-Larsen là 1.e4 c6 2.d4 d5 3.Nc3 dxe4 4.Nxe4 Nf6 5.Nxf6+ gxf6. Trong phòng thủ Scandinavia, biến Bronstein là 1.e4 d5 2.exd5 Qxd5 3.Nc3 Qd8.
Bronstein từ chối ký vào một lá thư tố giác sự li khai năm 1976 của Viktor Korchnoi. Ông đã phải trả một khoản tiền nhất định cho sự tự do này. Vì việc đó, khoản lương Kiện tướng hàng tháng của ông bị hoãn lại; ông cũng bị ngăn cản tham dự các giải đấu đỉnh cao trong khoảng 1 năm. Ông bị cấm tham dự các giải đấu đẳng cấp cao trong vài năm giữa thập niên 1980.
Bronstein là một người có tầm nhìn xa. Ông là người ủng hộ cho sự phát triển của cờ nhanh và giới thiệu đồng hồ cờ vua – cộng thêm một khoảng thời gian nhỏ sau mỗi nước đi. Cách tính thời gian này đã trở nên thông dụng trong những năm gần đây. Ông luôn thích thú khi được thi đấu với máy tính và thường xuyên đạt kết quả tốt.
Trong những năm sau này, Bronstein vẫn thi đấu rất tích cực, thường ở Tây Đức, sau sự sụp đổ của Liên Xô. Ông vẫn luôn cố gắng duy trì phong độ cao (đồng hạng nhất tại Hastings 1994-95 khi 70 tuổi), viết một số cuốn sách cờ vua quan trọng, truyền cảm hứng cho những người trẻ và già bằng thái độ nồng ấm, hòa nhã, lịch thiệp. Bronstein mất ngày 5 tháng 12 năm 2006 tại Minsk, Belarus vì những biến chứng của huyết áp cao.
Cuốn sách cuối cùng của ông gần như hoàn thành khi ông mất, được xuất bản năm 2007: Secret Notes, bởi David Bronstein và Sergei Voronkov, Zürich 2007, Edition Olms, ISBN 978-3-283-00464-4. Trong phần giới thiệu của cuốn sách, Garry Kasparov – một trong những người rất ngưỡng mộ Bronstein vì những cống hiến của Bronstein, cho rằng theo ý kiến riêng của ông, dựa trên những màn thể hiện của Bronstein, lẽ ra Bronstein phải giành chiến thắng trong trận đấu 1951 với Botvinnik.

## Các trận đấu đáng chú ý
- Sergei Belavenets vs David Bronstein, USSR Championship semifinal, Rostov-on-Don 1941, King's Indian Defence, Fianchetto Variation (E67), 0–1 Cậu bé 17 tuổi Bronstein gặp Chủ tịch Hội đồng Phân loại Liên Xô, người trao cho cậu danh hiệu Kiện tướng.
- Ludek Pachman vs David Bronstein, tt Prague 1946, King's Indian Defence, Fianchetto Variation (E67), 0–1 Một đòn chiến thuật tuyệt vời tấn công mạnh mẽ vào đối thủ, thu hút sự chú ý của giới chuyên môn.
- David Bronstein vs Isaac Boleslavsky, Candidates' Playoff Match, Moscow 1950, game 1, Grunfeld Defence (D89), 1–0 Bronstein chấp nhận thí quân, tạo nên một chiến thắng đẹp đẽ.
- Mikhail Botvinnik vs David Bronstein, World Championship Match, Moscow 1951, Nimzo–Indian Defence, Rubinstein Variation (E47), 0–1 Mặc dù Bronstein có tỉ số đồi đầu kém hơn so với Botvinnik, ông đánh bại Botvinnik vài lần khi cầm Đen. Đây là một trong những trận thắng của ông trong trận đấu tranh ngôi Vô địch Thế giới 1951.
- David Bronstein vs Mikhail Botvinnik, World Championship Match, Moscow 1951, game 22, Dutch Defence, Stonewall Variation (A91), 1–0 Một đòn phối hợp đẹp đã khai thác điểm yếu của Đen, mang lại cho Bronstein một trận thắng.
- Samuel Reshevsky vs David Bronstein, Zurich Candidates' 1953, King's Indian, Fianchetto Variation (E68), 0–1 Trước đó, Bronstein đã được yêu cầu phải thắng trận đấu quan trọng này để ngăn không cho Reshevsky có cơ hội vô địch giải đấu. Ông đã làm được điều đó khi giành chiến thắng trước Reshevsky phòng thủ chặt chẽ. Trận đấu này được Đại kiện tướng Ulf Andersson chọn là trận đấu ưa thích của ông. Andersson đã phân tích trận đấu này trong cuốn "Learn from the Grandmasters".
- David Bronstein vs Paul Keres, Goteborg Interzonal 1955, Nimzo–Indian Defence, Rubinstein Variation (E41), 1–0 Trận đấu xuất sắc giữa hai bậc thầy về tấn công.
- Itzak Aloni vs David Bronstein, Moscow Olympiad 1956, King's Indian Defence, Saemisch Variation (E85), 0–1 Trận đấu đặc biệt này chứng kiến Bronstein thí 3 tốt để mở cánh hậu dẫn thẳng đến Vua của Aloni.
- David Bronstein vs M-20(Computer), Moscu Mathematics Institute 1963, King's Gambit: Accepted, Schallop Defense (C34), 1–0 Trận đấu đầu tiên giữa một Đại kiện tướng và Máy tính.
- Stefan Brzozka vs David Bronstein, USSR 1963, Dutch Defence, Leningrad Variation (A88), 0–1 Một đòn tấn công đáng kinh ngạc, chọc thủng phòng tuyến của đối phương. Phần hay nhất của trận đấu là ở nước 42 của Trắng, thí quân để khiến thế trận của Đen gặp bất lợi.
- Lev Polugaevsky vs David Bronstein, USSR 1971, English Opening, Symmetrical Variation (A34), 0–1 Bronstein chấp nhận thí tốt một cách khó hiểu. Bronstein sau đó chuyển hóa lợi thế về thế trận bằng những đòn chiến thuật tài tình.
- David Bronstein vs Ljubomir Ljubojevic, Petropolis Interzonal 1973, Alekhine's Defence, Four Pawns' Attack (B03), 1–0 Một đòn thí xe mang lại giải thưởng cho trận đấu xuất sắc nhất.
- David Bronstein vs Viktor Kupreichik, USSR Championship semifinal, Minsk 1983, King's Indian Defence (E90), 1–0 Kupreichik giữ vững thế trận với Bronstein với khai cuộc King's Indian và Bronstein cho thấy ông vẫn là một đối thủ đáng gờm với các kỳ thủ trẻ.
- David Bronstein vs Ivan Sokolov, Pancevo 1987, Grunfeld Defence, Russian Variation (D98), 1–0 Thêm một kiện tướng trẻ tuổi được nếm trải kinh nghiệm của Bronstein.
- Stuart Conquest vs David Bronstein, London 1989, CaroKann Defence (B10), 0–1 Một đòn chiến thuật đáng kinh ngạc kết liễu quân Trắng chỉ sau 26 nước.
- David Bronstein vs Walter Browne, Reykjavik 1990, Sicilian Defence, Najdorf Variation (B99), 1–0 Sau khi phân tích kỹ càng, Bronstein đi đến với một vài ý tưởng mới khiến Brown – Nhà Vô địch Hoa Kỳ 6 lần không thế tìm ra giải pháp đúng đắn.

## Trận đấu điển hình
|   | a | b | c | d | e | f | g | h |   |
| 8 | b8 white queen · g7 black pawn · g6 black king · h6 white rook · g4 white pawn · b3 black pawn · f3 black queen · b2 white pawn · d2 black rook · g2 white pawn · h2 white king | b8 white queen · g7 black pawn · g6 black king · h6 white rook · g4 white pawn · b3 black pawn · f3 black queen · b2 white pawn · d2 black rook · g2 white pawn · h2 white king | b8 white queen · g7 black pawn · g6 black king · h6 white rook · g4 white pawn · b3 black pawn · f3 black queen · b2 white pawn · d2 black rook · g2 white pawn · h2 white king | b8 white queen · g7 black pawn · g6 black king · h6 white rook · g4 white pawn · b3 black pawn · f3 black queen · b2 white pawn · d2 black rook · g2 white pawn · h2 white king | b8 white queen · g7 black pawn · g6 black king · h6 white rook · g4 white pawn · b3 black pawn · f3 black queen · b2 white pawn · d2 black rook · g2 white pawn · h2 white king | b8 white queen · g7 black pawn · g6 black king · h6 white rook · g4 white pawn · b3 black pawn · f3 black queen · b2 white pawn · d2 black rook · g2 white pawn · h2 white king | b8 white queen · g7 black pawn · g6 black king · h6 white rook · g4 white pawn · b3 black pawn · f3 black queen · b2 white pawn · d2 black rook · g2 white pawn · h2 white king | b8 white queen · g7 black pawn · g6 black king · h6 white rook · g4 white pawn · b3 black pawn · f3 black queen · b2 white pawn · d2 black rook · g2 white pawn · h2 white king | 8 |
| 7 | b8 white queen · g7 black pawn · g6 black king · h6 white rook · g4 white pawn · b3 black pawn · f3 black queen · b2 white pawn · d2 black rook · g2 white pawn · h2 white king | b8 white queen · g7 black pawn · g6 black king · h6 white rook · g4 white pawn · b3 black pawn · f3 black queen · b2 white pawn · d2 black rook · g2 white pawn · h2 white king | b8 white queen · g7 black pawn · g6 black king · h6 white rook · g4 white pawn · b3 black pawn · f3 black queen · b2 white pawn · d2 black rook · g2 white pawn · h2 white king | b8 white queen · g7 black pawn · g6 black king · h6 white rook · g4 white pawn · b3 black pawn · f3 black queen · b2 white pawn · d2 black rook · g2 white pawn · h2 white king | b8 white queen · g7 black pawn · g6 black king · h6 white rook · g4 white pawn · b3 black pawn · f3 black queen · b2 white pawn · d2 black rook · g2 white pawn · h2 white king | b8 white queen · g7 black pawn · g6 black king · h6 white rook · g4 white pawn · b3 black pawn · f3 black queen · b2 white pawn · d2 black rook · g2 white pawn · h2 white king | b8 white queen · g7 black pawn · g6 black king · h6 white rook · g4 white pawn · b3 black pawn · f3 black queen · b2 white pawn · d2 black rook · g2 white pawn · h2 white king | b8 white queen · g7 black pawn · g6 black king · h6 white rook · g4 white pawn · b3 black pawn · f3 black queen · b2 white pawn · d2 black rook · g2 white pawn · h2 white king | 7 |
| 6 | b8 white queen · g7 black pawn · g6 black king · h6 white rook · g4 white pawn · b3 black pawn · f3 black queen · b2 white pawn · d2 black rook · g2 white pawn · h2 white king | b8 white queen · g7 black pawn · g6 black king · h6 white rook · g4 white pawn · b3 black pawn · f3 black queen · b2 white pawn · d2 black rook · g2 white pawn · h2 white king | b8 white queen · g7 black pawn · g6 black king · h6 white rook · g4 white pawn · b3 black pawn · f3 black queen · b2 white pawn · d2 black rook · g2 white pawn · h2 white king | b8 white queen · g7 black pawn · g6 black king · h6 white rook · g4 white pawn · b3 black pawn · f3 black queen · b2 white pawn · d2 black rook · g2 white pawn · h2 white king | b8 white queen · g7 black pawn · g6 black king · h6 white rook · g4 white pawn · b3 black pawn · f3 black queen · b2 white pawn · d2 black rook · g2 white pawn · h2 white king | b8 white queen · g7 black pawn · g6 black king · h6 white rook · g4 white pawn · b3 black pawn · f3 black queen · b2 white pawn · d2 black rook · g2 white pawn · h2 white king | b8 white queen · g7 black pawn · g6 black king · h6 white rook · g4 white pawn · b3 black pawn · f3 black queen · b2 white pawn · d2 black rook · g2 white pawn · h2 white king | b8 white queen · g7 black pawn · g6 black king · h6 white rook · g4 white pawn · b3 black pawn · f3 black queen · b2 white pawn · d2 black rook · g2 white pawn · h2 white king | 6 |
| 5 | b8 white queen · g7 black pawn · g6 black king · h6 white rook · g4 white pawn · b3 black pawn · f3 black queen · b2 white pawn · d2 black rook · g2 white pawn · h2 white king | b8 white queen · g7 black pawn · g6 black king · h6 white rook · g4 white pawn · b3 black pawn · f3 black queen · b2 white pawn · d2 black rook · g2 white pawn · h2 white king | b8 white queen · g7 black pawn · g6 black king · h6 white rook · g4 white pawn · b3 black pawn · f3 black queen · b2 white pawn · d2 black rook · g2 white pawn · h2 white king | b8 white queen · g7 black pawn · g6 black king · h6 white rook · g4 white pawn · b3 black pawn · f3 black queen · b2 white pawn · d2 black rook · g2 white pawn · h2 white king | b8 white queen · g7 black pawn · g6 black king · h6 white rook · g4 white pawn · b3 black pawn · f3 black queen · b2 white pawn · d2 black rook · g2 white pawn · h2 white king | b8 white queen · g7 black pawn · g6 black king · h6 white rook · g4 white pawn · b3 black pawn · f3 black queen · b2 white pawn · d2 black rook · g2 white pawn · h2 white king | b8 white queen · g7 black pawn · g6 black king · h6 white rook · g4 white pawn · b3 black pawn · f3 black queen · b2 white pawn · d2 black rook · g2 white pawn · h2 white king | b8 white queen · g7 black pawn · g6 black king · h6 white rook · g4 white pawn · b3 black pawn · f3 black queen · b2 white pawn · d2 black rook · g2 white pawn · h2 white king | 5 |
| 4 | b8 white queen · g7 black pawn · g6 black king · h6 white rook · g4 white pawn · b3 black pawn · f3 black queen · b2 white pawn · d2 black rook · g2 white pawn · h2 white king | b8 white queen · g7 black pawn · g6 black king · h6 white rook · g4 white pawn · b3 black pawn · f3 black queen · b2 white pawn · d2 black rook · g2 white pawn · h2 white king | b8 white queen · g7 black pawn · g6 black king · h6 white rook · g4 white pawn · b3 black pawn · f3 black queen · b2 white pawn · d2 black rook · g2 white pawn · h2 white king | b8 white queen · g7 black pawn · g6 black king · h6 white rook · g4 white pawn · b3 black pawn · f3 black queen · b2 white pawn · d2 black rook · g2 white pawn · h2 white king | b8 white queen · g7 black pawn · g6 black king · h6 white rook · g4 white pawn · b3 black pawn · f3 black queen · b2 white pawn · d2 black rook · g2 white pawn · h2 white king | b8 white queen · g7 black pawn · g6 black king · h6 white rook · g4 white pawn · b3 black pawn · f3 black queen · b2 white pawn · d2 black rook · g2 white pawn · h2 white king | b8 white queen · g7 black pawn · g6 black king · h6 white rook · g4 white pawn · b3 black pawn · f3 black queen · b2 white pawn · d2 black rook · g2 white pawn · h2 white king | b8 white queen · g7 black pawn · g6 black king · h6 white rook · g4 white pawn · b3 black pawn · f3 black queen · b2 white pawn · d2 black rook · g2 white pawn · h2 white king | 4 |
| 3 | b8 white queen · g7 black pawn · g6 black king · h6 white rook · g4 white pawn · b3 black pawn · f3 black queen · b2 white pawn · d2 black rook · g2 white pawn · h2 white king | b8 white queen · g7 black pawn · g6 black king · h6 white rook · g4 white pawn · b3 black pawn · f3 black queen · b2 white pawn · d2 black rook · g2 white pawn · h2 white king | b8 white queen · g7 black pawn · g6 black king · h6 white rook · g4 white pawn · b3 black pawn · f3 black queen · b2 white pawn · d2 black rook · g2 white pawn · h2 white king | b8 white queen · g7 black pawn · g6 black king · h6 white rook · g4 white pawn · b3 black pawn · f3 black queen · b2 white pawn · d2 black rook · g2 white pawn · h2 white king | b8 white queen · g7 black pawn · g6 black king · h6 white rook · g4 white pawn · b3 black pawn · f3 black queen · b2 white pawn · d2 black rook · g2 white pawn · h2 white king | b8 white queen · g7 black pawn · g6 black king · h6 white rook · g4 white pawn · b3 black pawn · f3 black queen · b2 white pawn · d2 black rook · g2 white pawn · h2 white king | b8 white queen · g7 black pawn · g6 black king · h6 white rook · g4 white pawn · b3 black pawn · f3 black queen · b2 white pawn · d2 black rook · g2 white pawn · h2 white king | b8 white queen · g7 black pawn · g6 black king · h6 white rook · g4 white pawn · b3 black pawn · f3 black queen · b2 white pawn · d2 black rook · g2 white pawn · h2 white king | 3 |
| 2 | b8 white queen · g7 black pawn · g6 black king · h6 white rook · g4 white pawn · b3 black pawn · f3 black queen · b2 white pawn · d2 black rook · g2 white pawn · h2 white king | b8 white queen · g7 black pawn · g6 black king · h6 white rook · g4 white pawn · b3 black pawn · f3 black queen · b2 white pawn · d2 black rook · g2 white pawn · h2 white king | b8 white queen · g7 black pawn · g6 black king · h6 white rook · g4 white pawn · b3 black pawn · f3 black queen · b2 white pawn · d2 black rook · g2 white pawn · h2 white king | b8 white queen · g7 black pawn · g6 black king · h6 white rook · g4 white pawn · b3 black pawn · f3 black queen · b2 white pawn · d2 black rook · g2 white pawn · h2 white king | b8 white queen · g7 black pawn · g6 black king · h6 white rook · g4 white pawn · b3 black pawn · f3 black queen · b2 white pawn · d2 black rook · g2 white pawn · h2 white king | b8 white queen · g7 black pawn · g6 black king · h6 white rook · g4 white pawn · b3 black pawn · f3 black queen · b2 white pawn · d2 black rook · g2 white pawn · h2 white king | b8 white queen · g7 black pawn · g6 black king · h6 white rook · g4 white pawn · b3 black pawn · f3 black queen · b2 white pawn · d2 black rook · g2 white pawn · h2 white king | b8 white queen · g7 black pawn · g6 black king · h6 white rook · g4 white pawn · b3 black pawn · f3 black queen · b2 white pawn · d2 black rook · g2 white pawn · h2 white king | 2 |
| 1 | b8 white queen · g7 black pawn · g6 black king · h6 white rook · g4 white pawn · b3 black pawn · f3 black queen · b2 white pawn · d2 black rook · g2 white pawn · h2 white king | b8 white queen · g7 black pawn · g6 black king · h6 white rook · g4 white pawn · b3 black pawn · f3 black queen · b2 white pawn · d2 black rook · g2 white pawn · h2 white king | b8 white queen · g7 black pawn · g6 black king · h6 white rook · g4 white pawn · b3 black pawn · f3 black queen · b2 white pawn · d2 black rook · g2 white pawn · h2 white king | b8 white queen · g7 black pawn · g6 black king · h6 white rook · g4 white pawn · b3 black pawn · f3 black queen · b2 white pawn · d2 black rook · g2 white pawn · h2 white king | b8 white queen · g7 black pawn · g6 black king · h6 white rook · g4 white pawn · b3 black pawn · f3 black queen · b2 white pawn · d2 black rook · g2 white pawn · h2 white king | b8 white queen · g7 black pawn · g6 black king · h6 white rook · g4 white pawn · b3 black pawn · f3 black queen · b2 white pawn · d2 black rook · g2 white pawn · h2 white king | b8 white queen · g7 black pawn · g6 black king · h6 white rook · g4 white pawn · b3 black pawn · f3 black queen · b2 white pawn · d2 black rook · g2 white pawn · h2 white king | b8 white queen · g7 black pawn · g6 black king · h6 white rook · g4 white pawn · b3 black pawn · f3 black queen · b2 white pawn · d2 black rook · g2 white pawn · h2 white king | 1 |
|   | a | b | c | d | e | f | g | h |   |

Trong trận đấu Moscow vs. Leningrad 1962, Bronstein chơi bàn 1 cho đội Moscow. Ông cầm quân trắng và đánh bại Viktor Korchnoi trong một trận đấu mà kết thúc bằng một chiến thuật được chính Bronstein miêu tả là "một trong những đòn phối hợp đẹp nhất trong cuộc đời tôi."."
1.e4 e5 2.Nf3 Nc6 3.Bb5 a6 4.Ba4 Nf6 5.0-0 Nxe4 6.d4 b5 7.Bb3 d5 8.dxe5 Be6 9.c3 Be7 10.Bc2 0-0 11.Qe2 f5 12.exf6 Bxf6 13.Nbd2 Bf5 14.Nxe4 Bxe4 15.Bxe4 dxe4 16.Qxe4 Qd7 17.Bf4 Rae8 18.Qc2 Bh4 19.Bg3 Bxg3 20.hxg3 Ne5 21.Nxe5 Rxe5 22.Rfe1 Rd5 23.Rad1 c5 24.a4 Rd8 25.Rxd5 Qxd5 26.axb5 axb5 27.Qe2 b4 28.cxb4 cxb4 29.Qg4 b3 30.Kh2 Qf7 31.Qg5 Rd7 32.f3 h6 33.Qe3 Rd8 34.g4 Kh8 35.Qb6 Rd2 36.Qb8+ Kh7 37.Re8 Qxf3 38.Rh8+ Kg6 39.Rxh6+ (xem hình)
Bronstein: "Korchnoi rất điềm tĩnh. Anh ấy viết nước đi của tôi vào biên bản và bắt đầy nghiên cứu kỹ lưỡng thế trận. Tôi cho rằng anh ấy đã khá bất ngờ khi Trắng thí quân Xe cuối cùng của mình (Bản thân tôi cũng không thể tin được!). Và khi anh ấy biết mình không thể làm gì hơn nữa, anh ấy dừng đồng hồ lại.
Đây là các biến:
- A) 39... Kf7 40.Qc7+ Kg8 41.Qc8+ Kf7 42.Qe6+ Kf8 43.Rh8 #;
- B) 39... Kg5 40.Qe5+ Kxg4 41.Rg6+ Kh4 42.Qg5 #;
- C) 39... gxh6 40.Qg8+ Kf6 41.Qf8+;
- D) 39... Kxh6 40.Qh8+ Kg6 41.Qh5+ Kf6 42.g5+!"[7] 1–0[8]

## Liên kết
- Các ván đấu của David Ionovich Bronstein lưu trên ChessGames.com
- Obituary by Leonard Barden tại Guardian Unlimited
- Obituary by Frederic Friedel tại Chessbase
- Download tất cả các trận đấu của David Bronstein Lưu trữ ngày 25 tháng 4 năm 2012 tại Wayback Machine